# Marathon van Honolulu 2011
De marathon van Honolulu 2011 vond plaats op 11 december 2011 in Honolulu. Het was de 39e editie van deze marathon. Bij de mannen won de Keniaan Nicholas Chelimo in 2:14.55 en bij de vrouwen was de Ethiopische Tafa Girma het snelste in 2:31.41.
In totaal finishten er 19.078 marathonlopers, waarvan 10.082 mannen en 8996 vrouwen.

## Uitslagen

### Mannen
| rang   | naam             | land | tijd    |
| ------ | ---------------- | ---- | ------- |
| Goud   | Nicholas Chelimo | KEN  | 2:14.55 |
| Zilver | Patrick Ivuti    | KEN  | 2:14.58 |
| Brons  | Josphat Boit     | KEN  | 2:15.40 |
| 4      | Kenneth Kimutai  | KEN  | 2:18.12 |
| 5      | Benjamin Kiptoo  | KEN  | 2:19.21 |
| 6      | Jimmy Muindi     | KEN  | 2:24.40 |
| 7      | Thomas Puzey     | USA  | 2:31.43 |
| 10     | Patrick Nthiwa   | KEN  | 2:34.02 |

### Vrouwen
| rang   | naam               | land | tijd    |
| ------ | ------------------ | ---- | ------- |
| Goud   | Tafa Girma         | ETH  | 2:31.41 |
| Zilver | Misiker Mekonen    | ETH  | 2:31.53 |
| Brons  | Valentina Galimova | RUS  | 2:31.55 |
| 4      | Emma Muthoni       | KEN  | 2:32.38 |
| 5      | Svetlana Zacharova | RUS  | 2:33.17 |
| 6      | Eri Okubo          | JPN  | 2:34.10 |
| 7      | Yumi Hirata        | JPN  | 2:44.37 |
| 8      | Ryo Kawahara       | JPN  | 2:57.18 |
| 9      | Hiromi Ominami     | JPN  | 3:01.38 |

1973 ·
1974 ·
1975 ·
1976 ·
1977 ·
1978 ·
1979 ·
1980 ·
1981 ·
1982 ·
1983 ·
1984 ·
1985 ·
1986 ·
1987 ·
1988 ·
1989 ·
1990 ·
1991 ·
1992 ·
1993 ·
1994 ·
1995 ·
1996 ·
1997 ·
1998 ·
1999 ·
2000 ·
2001 ·
2002 ·
2003 ·
2004 ·
2005 ·
2006 ·
2007 ·
2008 ·
2009 ·
2010 ·
2011 · 
2012 · 
2013 ·  
2014 ·  
2015 ·  
2016 ·  
2017